# Championnats d'Europe de char à voile 2001
Navigation
2000 2002
Les 39e championnats d'Europe de char à voile 2001, organisés par le pays hôte sous l'égide de la fédération internationale du char à voile, se sont déroulés, du 18 au 22 septembre 2001, à Saint-Jean-de-Monts dans le département de la Vendée en France,.

## Podiums
| Épreuve         | Or                   | Argent          | Bronze                |
| --------------- | -------------------- | --------------- | --------------------- |
| Classe Standart | Damien Telle         | Antony Cottard  | Sylvain Lebaillif     |
| Classe 2        | Jean Marc Grimonpont | Henri Demuysere | Bernard Morel         |
| Classe 3        | Bertrand Lambert     | Gabriel Valat   | Hans Werner Eickstädt |
| Classe 5        | Xavier Faucon        | Brice Petit     | Dave Green            |
| Classe 8        | Bjorn Krautshick     | Amin Schwarz    | Stephan Knickmeier    |

## Tableau des médailles par nation
| Rang | Nation    | Or | Argent | Bronze | Total |
| ---- | --------- | -- | ------ | ------ | ----- |
| 1    | France    | 4  | 3      | 3      | 10    |
| 2    | Allemagne | 1  | 1      | 2      | 4     |
| 3    | Belgique  | -  | 1      | -      | 1     |